# Aristida transvaalensis
Aristida transvaalensis är en gräsart som beskrevs av Johannes Jan Theodoor Henrard. Aristida transvaalensis ingår i släktet Aristida och familjen gräs. Inga underarter finns listade i Catalogue of Life.